# گلزار (خوشنویسی)
خط گلزار یکی از شیوه‌های تفننی خوشنویسی است. این خط به نقاشی خط بسیار نزدیک و در واقع پایه آن به‌شمار می‌رود. در اینگونه، تا آن جا که پیچ و خم‌های خط اجازه می‌دهد، درون خط اغلب با تصاویر گیاهی و گاه حیوانی و انسانی آرایش می‌شود. این خط را می‌توان در خطوط مختلف اجرا کرد، اما این کار در خط نستعلیق بیشتر انجام می‌شده‌است. پیش از آن که خط مورد نظر را خوشنویسی کنند آن را طراحی کرده و ترکیب می‌زنند. این طراحی‌ها با توجه به روش‌های مرسومی چون نقاشی، گل و مرغ و دیگر آرایه‌های تزیینی در سواد (سیاهی) خط اجرا می‌شوند.
به نظر می‌رسد نخستین آثار فن گلزار در خوشنویسی به منزلهٔ بخشی از مهارت تذهیب کارپیش رفته‌است. از قرن سیزدهم نقوش پیکره‌ها با موضوعیت مذهبی و اعتقادی به گلزار افزوده شد. اوج تنوع نقوش ونگاره‌ها را در دوره قاجاریه شاهد هستیم که به صورت رنگی و با پرداز و پرداخت‌های بسیار ظریف انجام شده‌است. از اواخر قرن ۱۴، نقوش کم‌کم با واقع گرایی وارده از غرب آمیخته و رنگ و بویاروپایی گرفت و از نور و پرداز بیشتر بهرهمند شدند. در سالهای اخیر نقوش گلزار دستخوش تغییرات شدند و فقط جهت پرکردن فضای سیاه کلمات با گل‌های ختایی و اسلیمی به کار رفته‌است. 
هنرمندان گلزار با گلهای تذهیب و اسلیمی، گل و بوته، گل و مرغ، نقوش جانوری - اساطیری، نقوش انسانی و روایاتمذهبی، آرامگاه‌ها و خوشنویسی درون خطوط را مزین می‌نمودند. این نقوش در چهارگروه مذهبی، باستانی، ادبی ودرباری دسته‌بندی می‌گردد. از استادان برجسته خط گلزار چون محمود زین الدین، محمدباقر زرین قلم، اسماعیل جلایر، محمدکاظم، محمد صادق، محمدعلی، عباس بنصبور، حسن زرین قلم، شیخ علی سکاک و محمدعلی خیارجی می‌باشند.